# Nicole Terlenghi
Nicole Terlenghi (Brescia, 17 luglio 1998) è una ginnasta italiana.
Vive ad Ospitaletto (BS), ed è tesserata presso la Estate 83.

## Carriera sportiva

### Carriera juniores
Nicole ha debuttato in campo internazionale nel novembre 2010, partecipando alla Coupe Avenir a Malmedy.
Nel marzo 2011 ha partecipato con la nazionale italiana al Trofeo Città di Jesolo; a maggio alla competizione di Tittmoning, in Germania.

#### 2012
Nel 2012 ha partecipato alle competizioni di serie A2 con la squadra della Estate '83, conquistando la Serie A1.
Il 12 e 13 ottobre 2012 insieme a Deborah Martinazzi, Michela Saccani e Susanna Rota ha partecipato, con la Estate '83, alla gara internazionale Alexander Dityatin Cup a San Pietroburgo, organizzata da Aleksandr Ditjatin, ex ginnasta sovietico, tre volte campione olimpico e vincitore di otto medaglie alle Olimpiadi del 1980.

La competizione vedeva oltre quaranta atlete provenienti da Russia, Bielorussia, Brasile, Germania, Finlandia, Georgia, Kazakistan, Lituania, Ucraina e Uzbekistan.

#### 2013
Nel 2013 ha partecipato alle gare di serie A1 come atleta della Estate 83; agli assoluti di Ancona si è classificata all'undicesimo posto nel concorso individuale. Questo risultato, e l'esito globale dell'anno, vengono definiti da lei come non molto soddisfacenti.

### Carriera senior

#### 2014
L'esordio da senior avviene l'8 febbraio, con la prima prova della stagione di Serie A1. Ottiene il terzo miglior punteggio di giornata a volteggio (14,200) e corpo libero (13,550).